# Atlántico Diario
Atlántico Diario es un diario español de información general con sede en Vigo, Galicia, y ámbito regional.

## Historia
- En 1986 un centenar largo de inversores, en su mayoría de Vigo, constituyeron la sociedad anónima Rías Baixas Comunicación, presidida por el cirujano Juan Mosquera Luengo y con José Luis Outeiriño como consejero delegado. De este proyecto nació al año siguiente Atlántico Diario, un periódico concebido como una nueva alternativa informativa para el sur de Galicia y con el área metropolitana de Vigo como centro de referencia.
- 14 de junio de 1987. Sale a la calle el primer número, fruto del trabajo de cuarenta personas a las órdenes del periodista Luis Rodríguez García. El rotativo se presentaba como “diario independiente de Galicia” y proclamaba la libertad y el pluralismo, la defensa de la economía libre, Galicia como una vocación universal y Vigo como compromiso. El nuevo periódico entraba en la vanguardia tecnológica del momento al ser el primero de Galicia en incluir páginas en color. Se imprime en la moderna rotativa del diario La Región en Orense, la primera de España en introducir diariamente el color y en incorporar el offset. Con Atlántico Diario nace su primer suplemento, Motor, que más adelante cambió su nombre por Autovía. También incorporaba cómics, como Forest Hill y Guinsy con guiones de Carlos Portela y dibujos de Norberto Fernández y Víctor Rivas, respectivamente.
- 1989 Primera remodelación de Atlántico. La cabecera multicolor pasa a ser únicamente azul y cambia toda la maquetación del periódico, que se hace más gráfica.
- 1990 Comienza la andadura del suplemento Vida, que se convertirá en exponente de la vida social viguesa.
- 1991 Nace el suplemento Universitas, para el público universitario.
- 1993 José Luis Outeiriño, editor y presidente de La Región, es nombrado presidente de Rías Baixas Comunicación SA y Alfonso Sánchez Izquierdo, consejero delegado.
- 1994 Nace el suplemento Atlántico Azul, que durante años será referencia para el mundo del mar.
- 1996 Gran renovación estética e informática, con la incorporación del sistema editor Edicomp 4.000 de la firma española Protec. Se crea el archivo fotográfico informatizado. Es lanzado el suplemento económico Euro, en color salmón.
- 1999 Se pone en marcha el suplemento Celtismo, para la afición del R.C. Celta.
- 2000 Nacen el suplemento dominical La Revista y el suplemento Xornal Escolar, dedicado al mundo de la enseñanza.
- 2001 Comienza un rediseño gradual de Atlántico, que modifica su aspecto y reorganiza contenidos. Se incluye un editorial diario. El suplemento Vida alcanza los 500 números. Atlántico saca por primera vez una edición vespertina, con motivo de los atentados del 11 de septiembre de 2001.
- 2004 Se pone en marcha el Foro Atlántico, un marco de debate por el que pasan relevantes personalidades de diversas áreas temáticas. Todo el periódico empieza a ser archivado en formato digital.
- 2005 Atlántico implanta su página web corporativa.
- 2009 Comienza un rediseño gradual de Atlántico, que modifica su aspecto y reorganiza contenidos. Atlántico implanta la edición digital.

## Suplementos
- Euro: Suplemento dominical de 24 páginas de fácil lectura y comprensión, que recoge la más amplia y detallada información de la actualidad económica, nuestros mercados, empresas y negocios del entorno empresarial. Abarca una amplia variedad de secciones entre las que destacan: nuevos productos financieros, consejos, entrevistas, reportajes, mercado bursátil y laboral, turismo, y una amplia relación de ofertas de empleo.
- Vida: Suplemento dominical de 32 páginas en el cual se refleja de forma gráfica la vida social de Vigo y provincia. Las fuerzas vivas de nuestra sociedad, opiniones de los ciudadanos, eventos, recomendaciones, fiestas, celebraciones, entrevistas, etc.
- Autovía: Suplemento semanal de 8 páginas, dedicadas al mundo del motor. Una publicación de carácter muy gráfico e informativo, que cada miércoles informa puntualmente de las tendencias y novedades del sector: pruebas, competiciones, noticias, mercado de ocasión, etc.
- Celtismo: Publicación mensual de 32 páginas que se centra en el Real Club Celta de Vigo. Entrevistas a los jugadores, crónicas de los partidos, fichajes, desplazamientos y declaraciones, fotografías y la más especializada información acerca del club, la afición, las peñas y todo cuanto le rodea.
- Xornal Escolar: Suplemento de 24 páginas que se publica los miércoles durante el curso escolar, con la más completa información sobre el mundo escolar. Un espacio informativo en el que se da a conocer las inquietudes y opiniones de los escolares.
- Universitas: Publicación de los campus de la Universidad de Vigo. De 8 páginas, se publica cada jueves durante el curso académico e incluye reportajes, entrevistas y diversas informaciones de utilidad para la comunidad universitaria, sin olvidar el mundo del deporte.
- La Revista: Suplemento dominical de 16 páginas en el que se incluyen reportajes en profundidad, entrevistas, secciones fijas, páginas de la historia y un repaso por los temas que han sido actualidad a lo largo de la semana.
- Pasatiempos: Complemento para el ocio durante el fin de semana. Suplemento de 16 páginas que sale cada viernes e incluye todo tipo de pasatiempos y ejercicios para aguzar el ingenio.

## Difusión
Según la Oficina de Justificación de la Difusión, Atlántico Diario posee un promedio de 3.999 ventas diarias.

## Edición digital
La edición digital de Atlántico Diario fue puesta en marcha en 2009.

## Televisión
La empresa Atlántico S.A. es también propietaria de Telecíes, canal de televisión del Área Metropolitana de Vigo.

## Premios y galardones
- Premio Cegasal de Periodismo en 2017.[2]

- Premio Cepesca de Periodismo en 2017.[3]